# Ferguson Township (Missouri)
Pour les articles homonymes, voir Ferguson Township.
Ferguson Township est un ancien township, situé dans le comté de  Saint-Louis, dans le Missouri, aux États-Unis,.

### Source de la traduction
- (en) Cet article est partiellement ou en totalité issu de l’article de Wikipédia en anglais intitulé « Ferguson Township, St. Louis County, Missouri » (voir la liste des auteurs).